# Uropterygius kamar
Uropterygius kamar is een straalvinnige vissensoort uit de familie van murenen (Muraenidae). De wetenschappelijke naam van de soort is voor het eerst geldig gepubliceerd in 1977 door McCosker & Randall.